# Wilhelm Connstein
Wilhelm Connstein (* 27. April 1870 in Berlin als Wilhelm Cohnstein; † nach 1934) war ein deutscher Chemiker und Mediziner.

## Leben und Wirken
Während seines Studiums wurde Connstein 1888 Mitglied der Burschenschaft Saravia Berlin. Er wurde in Medizin promoviert und befasste sich in den 1890er Jahren in Berlin mit Fettresorption im Verdauungstrakt und fand damit einige Aufmerksamkeit.
1897 trat er in die Firma von Benno Jaffé und Ludwig Darmstaedter in Berlin-Charlottenburg ein, die Wollwachs unter dem Namen Lanolin vertrieb und Kosmetika herstellte. Hier befasste er sich mit fermentativer Fettspaltung. 1900 wurde die Firma als Vereinigte Chemische Werke eine Aktiengesellschaft.
Bekannt wurde er, als er mit dem Chemiker Karl Lüdecke eine industrielle Methode der Glycerinherstellung fand, aufbauend auf Arbeiten von Carl Neuberg am Kaiser-Wilhelm-Institut für experimentelle Therapie in Berlin (1911). Es bestand darin, die alkoholische Gärung von Zucker durch Hefe durch Zugabe von Natriumsulfit auf einer Stufe zu stoppen, in der Glycerin als Zwischenprodukt entstand. Sie fanden das Verfahren schon 1914, meldeten 1915 ein Patent an, mussten das Verfahren aber bis nach dem Ersten Weltkrieg geheim halten. Das Glycerin diente unter anderem der Herstellung von TNT. Sie produzierten im Ersten Weltkrieg damit rund 1000 Tonnen Glycerin im Monat, nach dem Krieg war es allerdings nicht konkurrenzfähig gegenüber der Herstellung als Seitenprodukt der Seifenproduktion oder aus der Hydrolyse von Fetten und Ölen. Es hatte auf deutscher Seite im Ersten Weltkrieg ähnliche Bedeutung wie der Aceton-Butanol Prozess von Chaim Weizmann auf alliierter Seite. 1919 veröffentlichten Lüdecke und Connstein ihr Verfahren und erhielten dafür 1919 die Adolf-von-Baeyer-Denkmünze, eine der höchsten Auszeichnungen des Vereins Deutscher Chemiker, einer Vorgängerorganisation der Gesellschaft Deutscher Chemiker. 1922 war er Vorstandsmitglied der Vereinigten Chemischen Werke.
1934 erhielt er ein Patent auf die Entfernung von Naphthalin aus Leuchtgas.

## Schriften
- mit Michaelis: Über die Veränderung der Chylusfette im Blute, 2 Teile, Sitzungsberichte Akademie Wiss. Berlin, 1897, S. 771, Pflügers Archiv, Band 65, 1897, S. 473
- mit Michaelis: Weitere Mitteilungen über die lipolytische Funktion des Blutes, Pflügers Archiv, Band 69, 1897, S. 76
- Über die Resorption und Assimilation der Fette, Medizinische Woche, Band 23, 1900
- mit Hoyer, Wartenberg: Über die fermentative Fettspaltung, Berichte der Deutschen Chemischen Gesellschaft, 10. November 1902, S. 3988
- Über fermentative Fettspaltung, Ergebnisse der Physiologie, Band 3, 1904, S. 194–232.
- mit Karl Lüdecke: Glyceringewinnung aus Zucker, Die Naturwissenschaften, Band 7, 1919, S. 403–405.